# Charles de Fitz-James
Charles de Fitz-James, duca di Fitz-James (Saint-Germain-en-Laye, 4 novembre 1712 – Parigi, 22 marzo 1787), è stato un militare francese, pari e maresciallo di Francia.
Era il quarto figlio di James FitzJames, I duca di Berwick, che era a sua volta il figlio illegittimo di Giacomo II d'Inghilterra, nato dal secondo matrimonio con Anne Bulkeley († 12 giugno 1751), figlia di Henry Bulkeley. Conosciuto per la prima volta con il nome di conte de Fitz-James, aveva solo diciassette anni, quando, alle dimissioni del conte Henri de Fitz-James, suo fratello maggiore, e dopo che François de Fitz-James, l'altro suo fratello, aveva abbracciato lo stato ecclesiastico, gli fu concesso, il 28 dicembre 1729, il governo e il luogotenente generale del Limosino.
Nel 1730 il conte Charles si unì ai moschettieri, ottenne una compagnia nel reggimento di cavalleria di Montrevel il 31 marzo 1732 e l'anno successivo un reggimento di cavalleria irlandese, a cui fu dato il nome di Fitz-James.

## Matrimonio e figli
Charles sposò il 1º febbraio 1741, Victoire Goyon de Matignon (9 agosto 1722 - 2 luglio 1777), dama di palazzo (1741-1767), figlia di Thomas Goyon de Matignon, conte di Gacé (1684 † 1766). Insieme ebbero:
- Anne-Marie (1741-1742);
- Jacques Charles (26 novembre 1743 - 11 agosto 1805), conte di Fitz-James, e 5º duca di Fitz-James (1769-1805) e pari di Francia, tenente colonnello e poi colonnello proprietario del reggimento di Berwick, brigadiere dell'armata del re, maresciallo di campo (1º marzo 1780), feldmaresciallo generale, ufficiale del Grand Orient de France,

∞ il 26 dicembre 1768 Marie Claudine Sylvie de Thiard de Bissy (c.1753 - 10 giugno 1812) dama d'onore (1° dama, 1782-1790) della regina Maria Antonietta, figlia di Henri de Thiard de Bissy, ebbero:
- - Henriette Victoire (11 ottobre 1770 - 26 luglio 1809), dama di palazzo (1788-1792) della regina Maria Antonietta,

∞ il 23 agosto 1784 Charles de Maillé de La Tour-Landry (1770 - 1837), duca di Maillé;
- - une figlia (nata e morta il 26 dicembre 1771);
  - Charles Jean (nato il 25 giugno 1773);
  - Édouard (10 gennaio 1776 - 11 novembre 1838), 6º duca di Fitz-James (1805-1838), pari di Francia,

∞ Elisabeth Alexandrine Le Vassor de La Touche de Longpré (1775 - 1816)
∞ 	Antoinette Françoise Sidonie de Choiseul (1777 - 1862);
da una relazione adulterina con Anne Bibiane Beauvaland
- - Jacques Charles René (16 luglio 1788 - 30 novembre 1834), 1° visconte Fitzjames (17 febbraio 1828), colonnello poi maresciallo del campo (1834),

∞ il 25 gennaio 1819 Helene Françoise de Carmac;
- Laure Auguste (7 dicembre 1744 - 26 settembre 1804), principessa di Chimay, dama di palazzo (1767-1770, sostituendo la madre) e dama d'onore (1° dama, 1774-1791),

∞ il 28 settembre 1762 Philippe Gabriel de Hénin-Liétard (1736 † 1802), principe di Chimay, senza figli;
- Adélaïde (17 febbraio 1746 - 25 agosto 1747);
- Charles Ferdinand (nato il 7 settembre 1747);
- Edouard Henri  (22 settembre 1750 - 1º dicembre 1823), cavaliere, poi conte di Fitz-James, colonnello del reggimento di Berwick (giugno 1758), colonnello (1773), brigadiere degli eserciti del re (gennaio 1784), feldmaresciallo (9 marzo 1788), tenente generale (1815);
- Émilie (nata il 23 dicembre 1753).

## Ascendenza
|                                              |                                      |                                     | Genitori                        |  |  | Nonni |  |  | Bisnonni              |  |  | Trisnonni               |  |
|                                              |                                      |                                     |                                 |  |  |       |  |  | Carlo I d'Inghilterra |  |  | Giacomo I d'Inghilterra |  |
|                                              |                                      |                                     |                                 |  |  |       |  |  | Carlo I d'Inghilterra |  |  | Giacomo I d'Inghilterra |  |
|                                              |                                      | Anna di Danimarca                   |                                 |  |  |       |  |  | Carlo I d'Inghilterra |  |  |                         |  |
| Giacomo II d'Inghilterra                     |                                      |                                     |                                 |  |  |       |  |  | Carlo I d'Inghilterra |  |  |                         |  |
|                                              |                                      | Enrichetta Maria di Borbone-Francia | Enrico IV di Francia            |  |  |       |  |  |                       |  |  |                         |  |
|                                              |                                      | Enrichetta Maria di Borbone-Francia | Enrico IV di Francia            |  |  |       |  |  |                       |  |  |                         |  |
|                                              |                                      | Enrichetta Maria di Borbone-Francia | Maria de' Medici                |  |  |       |  |  |                       |  |  |                         |  |
| James FitzJames, I duca di Berwick           |                                      | Enrichetta Maria di Borbone-Francia |                                 |  |  |       |  |  |                       |  |  |                         |  |
|                                              |                                      | Winston Churchill                   | John Churchill                  |  |  |       |  |  |                       |  |  |                         |  |
|                                              |                                      | Winston Churchill                   | John Churchill                  |  |  |       |  |  |                       |  |  |                         |  |
|                                              |                                      | Winston Churchill                   | Sarah Winston                   |  |  |       |  |  |                       |  |  |                         |  |
| Arabella Churchill                           |                                      | Winston Churchill                   |                                 |  |  |       |  |  |                       |  |  |                         |  |
|                                              |                                      | Elizabeth Drake                     | John Drake                      |  |  |       |  |  |                       |  |  |                         |  |
|                                              |                                      | Elizabeth Drake                     | John Drake                      |  |  |       |  |  |                       |  |  |                         |  |
|                                              |                                      | Elizabeth Drake                     | Eleanor Boteler                 |  |  |       |  |  |                       |  |  |                         |  |
| Charles de Fitz-James, IV duca di Fitz-James |                                      | Elizabeth Drake                     |                                 |  |  |       |  |  |                       |  |  |                         |  |
|                                              | Thomas Bulkeley, I visconte Bulkeley | Richard Bulkeley                    |                                 |  |  |       |  |  |                       |  |  |                         |  |
|                                              | Thomas Bulkeley, I visconte Bulkeley | Richard Bulkeley                    |                                 |  |  |       |  |  |                       |  |  |                         |  |
|                                              | Thomas Bulkeley, I visconte Bulkeley | Mary Burgh                          |                                 |  |  |       |  |  |                       |  |  |                         |  |
| Henry Bulkeley                               | Thomas Bulkeley, I visconte Bulkeley |                                     |                                 |  |  |       |  |  |                       |  |  |                         |  |
|                                              |                                      | Blanche Coytmore                    | Richard Coytmore                |  |  |       |  |  |                       |  |  |                         |  |
|                                              |                                      | Blanche Coytmore                    | Richard Coytmore                |  |  |       |  |  |                       |  |  |                         |  |
|                                              |                                      | Blanche Coytmore                    | Lumley Lloyd                    |  |  |       |  |  |                       |  |  |                         |  |
| Anne Bulkeley                                |                                      | Blanche Coytmore                    |                                 |  |  |       |  |  |                       |  |  |                         |  |
|                                              |                                      | Walter Stuart                       | Walter Stewart, I lord Blantyre |  |  |       |  |  |                       |  |  |                         |  |
|                                              |                                      | Walter Stuart                       | Walter Stewart, I lord Blantyre |  |  |       |  |  |                       |  |  |                         |  |
|                                              |                                      | Walter Stuart                       | Nicola Somerville               |  |  |       |  |  |                       |  |  |                         |  |
| Sophia Stuart                                |                                      | Walter Stuart                       |                                 |  |  |       |  |  |                       |  |  |                         |  |
|                                              |                                      | Sophia Carew                        | George Carew                    |  |  |       |  |  |                       |  |  |                         |  |
|                                              |                                      | Sophia Carew                        | George Carew                    |  |  |       |  |  |                       |  |  |                         |  |
|                                              |                                      | Sophia Carew                        | Thomazine Godolphin             |  |  |       |  |  |                       |  |  |                         |  |
|                                              |                                      | Sophia Carew                        |                                 |  |  |       |  |  |                       |  |  |                         |  |